# Pseudosigmella
Pseudosigmella är ett släkte av kackerlackor. Pseudosigmella ingår i familjen småkackerlackor.
Kladogram enligt Catalogue of Life:
| Pseudosigmella | \| \| Pseudosigmella cruralis \| \| \| \| \| \| Pseudosigmella spinosostylata \| \| \| \| |
|                | \| \| Pseudosigmella cruralis \| \| \| \| \| \| Pseudosigmella spinosostylata \| \| \| \| |
|                | Pseudosigmella cruralis                                                                   |
|                |                                                                                           |
|                | Pseudosigmella spinosostylata                                                             |
|                |                                                                                           |